# Kościół Wniebowzięcia Najświętszej Maryi Panny w Krzywosądzu
Kościół Wniebowzięcia Najświętszej Maryi Panny w Krzywosądzu – rzymskokatolicki kościół parafialny należący do parafii pod tym samym wezwaniem (dekanat radziejowski diecezji włocławskiej).
Jest to kościół wybudowany w 1861 roku przez niemieckiego cieślę Glasa, na kamiennych fundamentach, wykonanych przez Józefa Lipskiego. Fundatorami świątyni była rodzina Modlińskich, która w czasie swoich licznych zagranicznych podróży wypatrzyła taką budowlę i postanowiła zbudować podobną u siebie na wsi.
Świątynia została zbudowana z drewna dębowego i wzniesiona została w konstrukcji zrębowo-słupowej. Ten mały kościół składa się z trzech naw i nadbudowanej kwadratowej wieży. Ściany świątyni i wieży są ozdobione arkadami i pilastrami, które dodają obiektowi urody i lekkości.